# Ataenius howdeni
Ataenius howdeni är en skalbaggsart som beskrevs av Fortuné Chalumeau 1978. Ataenius howdeni ingår i släktet Ataenius och familjen Aphodiidae. Inga underarter finns listade.